# طاقة تفكك الرابطة

في الكيمياء, تفكك الرابطة هو العملية التي يحدث فيها تكسر لرابطة معينة بطريقة متماثلة. كما أن تفكك الرابطة عملية ماصة للحرارة، وتسمى الطاقة اللازمة لحدوثها طاقة تفكك الرابطة. وفي حالة تكون روابط كيميائية جديدة بإنثالبى أقل، فإن ذلك يؤدى إلى لحدوث فقد في الطاقة، وعلى هذا فإن العملية ككل تكون طاردة للحرارة.
ويمكن تعريف طاقة تفكك الرابطة بطريقة أكثر دقة على أنها إنثالبي التفاعل القياسي لتفكك رابطة في درجة حرارة صفر K (الصفر المطلق). كما يسمى إنثالبي التفاعل القياسي أيضا إنثالبي تفكك الرابطة (أو إنثالبي الرابطة).
طاقة تفكك الرابطة غير المتماثلة متضمنة في تكسر الرابطة غير المتماثلة، عن كونها متماثلة.
وغالبا ما تختلف طاقة تفكك الرابطة عن طاقة الرابطة، والتي تُحْسَب عن طريق جمع كل طاقات تفكك الراوبط الموجودة في الجزيء.
فمثلا، الرابطة بين الأكسجين والهيدروجين في جزيء الماء H-O-H لها طاقة تفكك رابطة مقدارها 493.4 kJ mol−1 لكسر الرابطة O-H الأولى، يتطلب 424.4 kJ mol−1 لكسر الرابطة بين الأكسجين والهيدروجين المتبقة O-H. وتكون طاقة الرابطة بين الهيدروجين والأكسجين في جزيء الماء تساوي 458.9 kJ mol−1 وهو متوسط القيمتين السايقتين.